# Ariadna Priante
Ariadna Priante, född 20 april 2002 i Sant Cugat del Vallès, Katalonien, Spanien, är en volleybollspelare (passare). 
Hon har spelat för klubblag i Spanien samt 1. VC Wiesbaden i Tyskland. Med Spaniens landslag har hon deltagit vid flera EM och European Volleyball League.